# Louis de Wangen de Geroldseck
Frédéric Louis de Wangen de Geroldseck, francisation de Friedrich Ludwig Franz von Wangen zu Geroldseck   (né à Wilwisheim le 12 mars 1727 et mort à Porrentruy le 11 octobre 1782)  est un ecclésiastique qui fut Prince-évêque de Bâle de 1762 à 1775.

## Biographie
Frédéric Louis de Wangen de Geroldseck est élu par le chapitre de chanoines de Bâle le 29 mai 1775. Il reçoit ses bulles pontificales de confirmation le 13 novembre 1775 et il est consacré par l'évêque auxiliaire suffragant du diocèse Jean-Baptiste Gobel. En 1779, il conclut avec le roi de France et son métropolitain l'archevêque de Besançon une convention définissant la juridiction civile et religieuse de son diocèse. Il meurt trois ans plus tard.